# Actornithophilus limosae
Actornithophilus limosae är en insektsart som först beskrevs av Kellogg 1908.  Actornithophilus limosae ingår i släktet Actornithophilus och familjen spolätare. Inga underarter finns listade i Catalogue of Life.